# 吾妻西バイパス
吾妻西バイパス（あがつまにしバイパス）は、群馬県吾妻郡東吾妻町を通る地域高規格道路上信自動車道を構成する国道145号バイパス道路。

## 概要
現道には斜面危険個所が5箇所、地すべり危険箇所が1か所存在し、緊急輸送道路であるにもかかわらず、災害時に通行止めになる可能性があることから計画された。そのため、現道の危険箇所を回避するルートになっているほか、高速道路に準じた構造の道路が整備することで、速達性と定時性の高い走行が可能となっている。
- 起点 : 群馬県吾妻郡東吾妻町松谷
- 終点 : 群馬県吾妻郡東吾妻町厚田
- 延長 : 約7 km
- 規格 : 第3種第1級
- 道路幅員 : 10.5 m
- 車線数 : 2車線
- 計画交通量数 : 8,800～12,200台/日 (2030年)

## 区間
東吾妻町大字松谷（八ッ場バイパスとの接続地点）から東吾妻町大字厚田（吾妻東バイパスとの接続地点）の約7 kmの区間である。

## 事業の進捗具合
2019年3月現在、上信岩島橋や上信鳶ヶ沢橋が完成している。2020年度は松下地区及び漆貝戸地区の用地買収を進めるとともに、根古屋地区の埋蔵文化財発掘調査や橋梁工事、四戸地区の道路築造工事を実施予定である。2024年（令和6年）3月20日開通。